# H. H. Vice-President's Cup
La H. H. Vice-President's Cup (également appelée la Mohammad Bin Rashid International Cycling Cup) est une course cycliste organisée de 2007 à 2010. Elle se déroulait chaque année aux Émirats arabes unis et faisait partie de l'UCI Asia Tour en catégorie 1.2.

## Palmarès
| Année | Vainqueur          | Deuxième             | Troisième         |
| ----- | ------------------ | -------------------- | ----------------- |
| 2007  | Jang Sun-jae       | Kim Dong-hun         | Khalid Ali Shambi |
| 2008  | Badr Mirza         | Ahmed Mohammed Ali   | Adil Jelloul      |
| 2009  | Ayman Ben Hassine  | Abdelbasset Hannachi | Omar Hasanein     |
| 2010  | Mouhssine Lahsaini | Malcolm Lange        | Yousif Mirza      |